# XLink
XML Linking Language (XLink) — это разработанный в консорциуме W3 язык разметки, позволяющий вставлять в XML внутренние и внешние ссылки, а также описывать относящиеся к ним метаданные. Он использует синтаксис XML как для описания простых однонаправленных ссылок (вроде используемых в HTML), так и для более сложных видов ссылок.

## Спецификации XLink
Рекомендация консорциума Всемирной паутины XLink 1.1 является развитием рекомендации XLink 1.0. Для использования XLink в документе должно быть декларировано соответствующее пространство имен.  Ниже пример оформления двух простых ссылок в XML документе.
```
<?xml version="1.0" encoding="UTF-8"?>

<mypages
 
xmlns:xlink=
"http://www.w3.org/1999/xlink"
>

   
<page
 
xlink:type=
"simple"
 
xlink:href=
"http://www.w3.org"
>
Консорциум
 
W3C
</page>

   
<page
 
xlink:type=
"simple"
 
xlink:href=
"http://sklad-prog.ru"
>
Просто
 
случайный
 
сайт
</page>

</mypages>

```

Атрибут xlink:type="simple" создает простую ссылку на HTML страницу. Этот атрибут может принимать следующие значения
- simple - простая ссылка;
- extended - расширенная ссылка, которая связывает произвольное количество ресурсов;
- locator -  удаленный ресурс, участвующим в ссылке;
- arc -  правила обхода между ресурсами, участвующими в ссылке;
- resource -   локальные ресурсы, которые участвуют в ссылке;
- title - заголовк для удобочитаемые метки ссылки;
- none -нет

Атрибут xlink:href задает URL ссылки.